# Solsbury Hill
La collina di Solsbury (anche Piccola collina di Solsbury) è una piccola collinetta sovrastante il villaggio di Batheaston (Somerset, Inghilterra), nei pressi della città di Bath.
Sulla cima i resti di un'antica fortezza. 
Per alcuni sarebbe qui che ebbe luogo la battaglia del Monte Badon, in cui, attorno al 496, i britanni guidati da re Artù affrontarono e sconfissero i sassoni.

## Riferimenti musicali
Solsbury Hill è anche il titolo di una famosa canzone di Peter Gabriel (il suo primo singolo pubblicato da solista, nel 1977) che dalla collina ha tratto appunto ispirazione.